# Framus

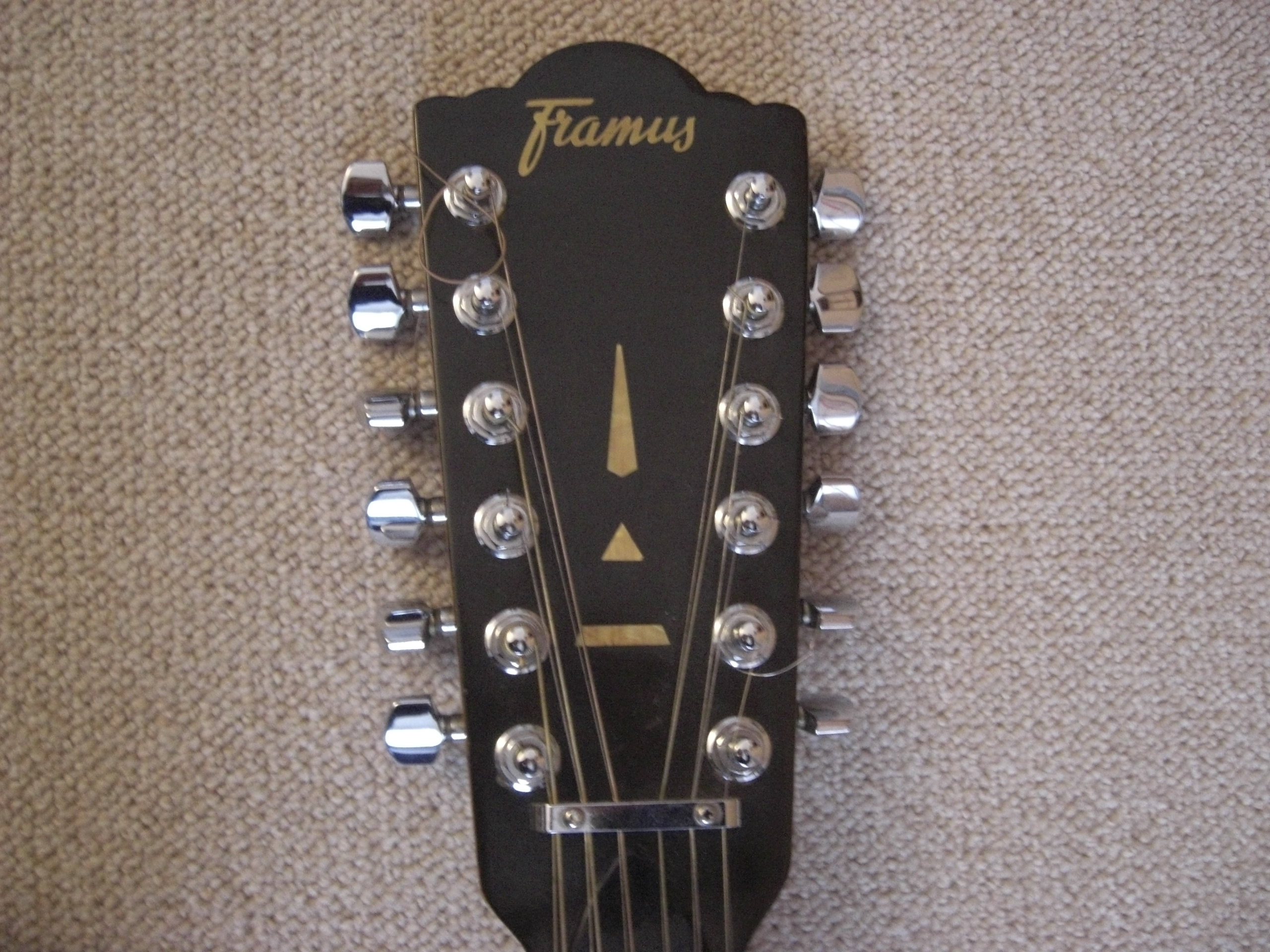
Kopfplatte einer Framus 12string (1969) mit dem typischen Logo

Framus (Silbenwort aus Fränkische Musikinstrumentenerzeugung Fred A. Wilfer K.G.) war ein deutscher Hersteller von Gitarren, Bässen und Verstärkern, der 1946 in Erlangen gegründet wurde. Seit 1995 wird die Marke von Warwick weitergeführt.

## Geschichte bis 1981
Der Unternehmensgründer Alfred Andreas „Fred“ Wilfer (1917–1996) wurde in Waltersgrün in der Nähe der Musikstadt Schönbach (heute: Luby) im böhmischen Musikwinkel geboren. Wilfer hörte nach dem Zweiten Weltkrieg von den Ansiedlungsplänen der Alliierten, worauf er Kontakt mit der bayerischen Staatsregierung aufnahm und über die Ansiedlung der aus der Tschechoslowakei vertriebenen Schönbacher Instrumentenbauer im Raum Erlangen verhandelte.

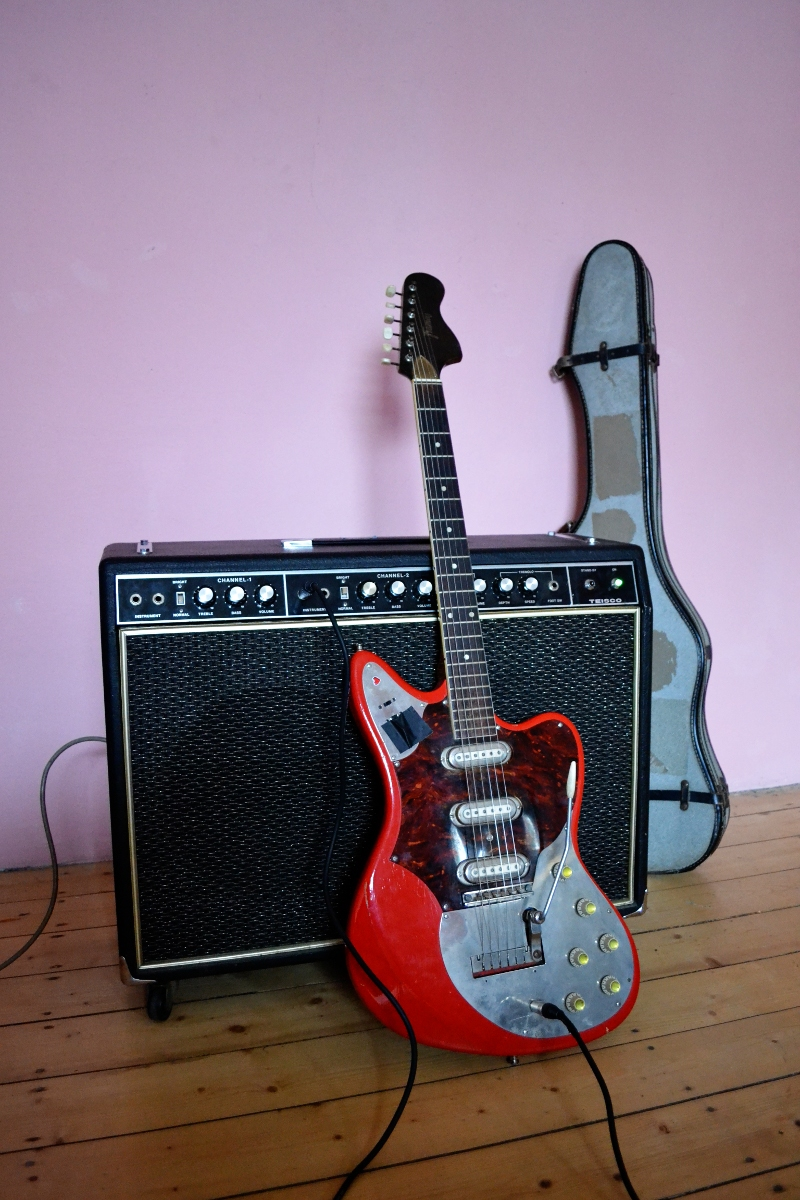
Framus Strato de Luxe (60er Jahre)

Wilfer gründete die Fränkische Musikinstrumentenerzeugung Fred A. Wilfer K.G. am 1. Januar 1946. Und im März 1948 errichtete er die erste Werkstatt in Möhrendorf, ein paar Kilometer nördlich von Erlangen. Ende 1948 musste die Produktion bereits aus Platzmangel umziehen und nochmals im Jahre 1954. Die neue Fabrik in Bubenreuth, die 1954 eingeweiht wurde und fortan als Framus-Werke firmierte, war eine der modernsten dieser Zeit. Auf über 2200 m² Fläche produzierten 170 Instrumentenbauer um die 200 Instrumente pro Monat. Die anfängliche Dominanz der Geigenproduktion wurde allmählich durch die Gitarrenproduktion abgelöst. Von 1967 bis 1977 bestand ein Zweigwerk in Pretzfeld, so dass Framus mit 300 Beschäftigten zur größten Gitarrenfabrik Europas avancierte. Ein weniger bekanntes Produkt waren die Konzertzithern, die teilweise (v. a. als Luftresonanzzither) in etwas ungewöhnlichen Bauformen hergestellt wurden: Der Resonanzkörper, normalerweise ca. 3 cm tief, erweitert sich nach hinten auf 5 cm. Dadurch erhielten die Instrumente einen sehr sonoren, von den Tiefen dominierten Klang.

Ende der 1970er Jahre meldete Framus Konkurs an. Die Produktion wurde Anfang der 1980er Jahre eingestellt. Die Gründe sind nicht überliefert, da das Unternehmensarchiv nach dem Konkurs verloren ging. Bekannt sind innerbetriebliche und finanzielle Schwierigkeiten, die auf den verstärkten Konkurrenzdruck aus Japan zurückgeführt wurden. Eine Dokumentation des Bayerischen Rundfunks berichtete, während der Blütezeit von Framus habe es eine Besichtigung einer japanischen Besuchergruppe in dem Framus-Werk gegeben. Dabei seien die Arbeitsvorgänge ohne Kenntnis der Unternehmensführung ausführlich fotografiert worden. Später drängten die ersten Fernost-Kopien deutscher Gitarren und Bässe auf den Instrumentenmarkt, ein Umstand, der den späteren Konkurs von Framus mit herbeiführte.

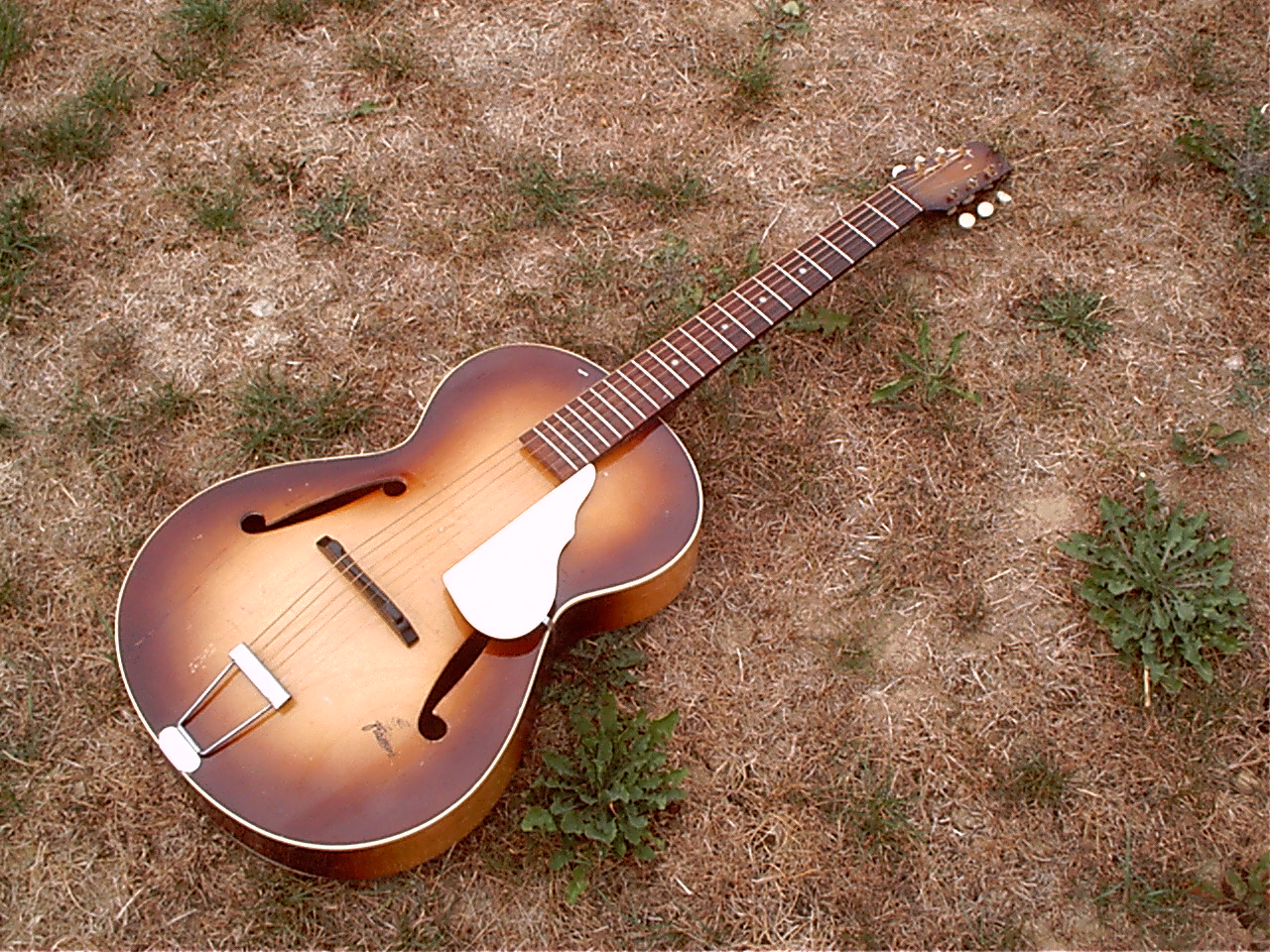
Akustische Gitarre von Framus, ca. 1959

Schon mit dem Bau des Werkes in Bubenreuth war eine musikalische Früherziehung mit eingeplant. So lehrte Gertrude Fischer von 1954 an Kinder ab drei Jahren die verschiedensten Instrumente. Die Firma engagierte sich in verschiedenen Projekten zur Kinderförderung bis zur Einstellung der Produktion 1981.

## Seit 1995

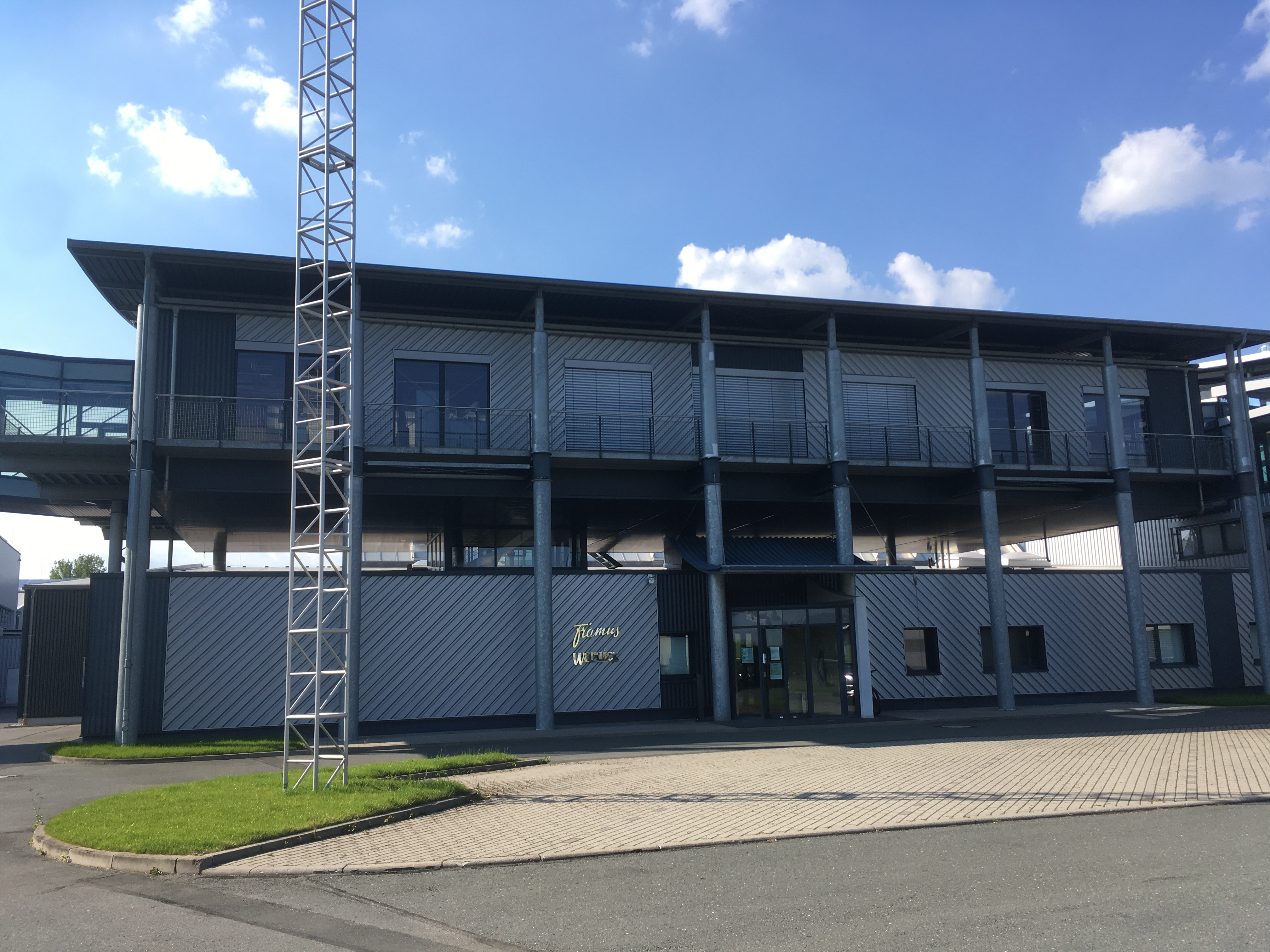
Produktionsstätte von Framus und Warwick in Markneukirchen

Framus wurde 1995 von Fred Wilfers Sohn Hans-Peter Wilfer (* 1958) wiederbelebt und gehört heute zu dessen Unternehmen Warwick GmbH & Co Music Equipment KG in Markneukirchen im sächsischen Musikwinkel. Die heutige Produktion besteht aus mehreren Gitarrenserien, einer Bassserie und einer Verstärkerproduktion. Zusätzlich produziert Framus Gitarrensaiten. Die Hölzer für die Instrumente (Riegelahorn, Bergahorn, Mahagoni, Ebenholz usw.) werden aus den USA, Europa und Afrika von Framus direkt importiert. Das Holz wird einige Monate vor dem Eintritt in die Produktion in speziellen Klimakammern gelagert.

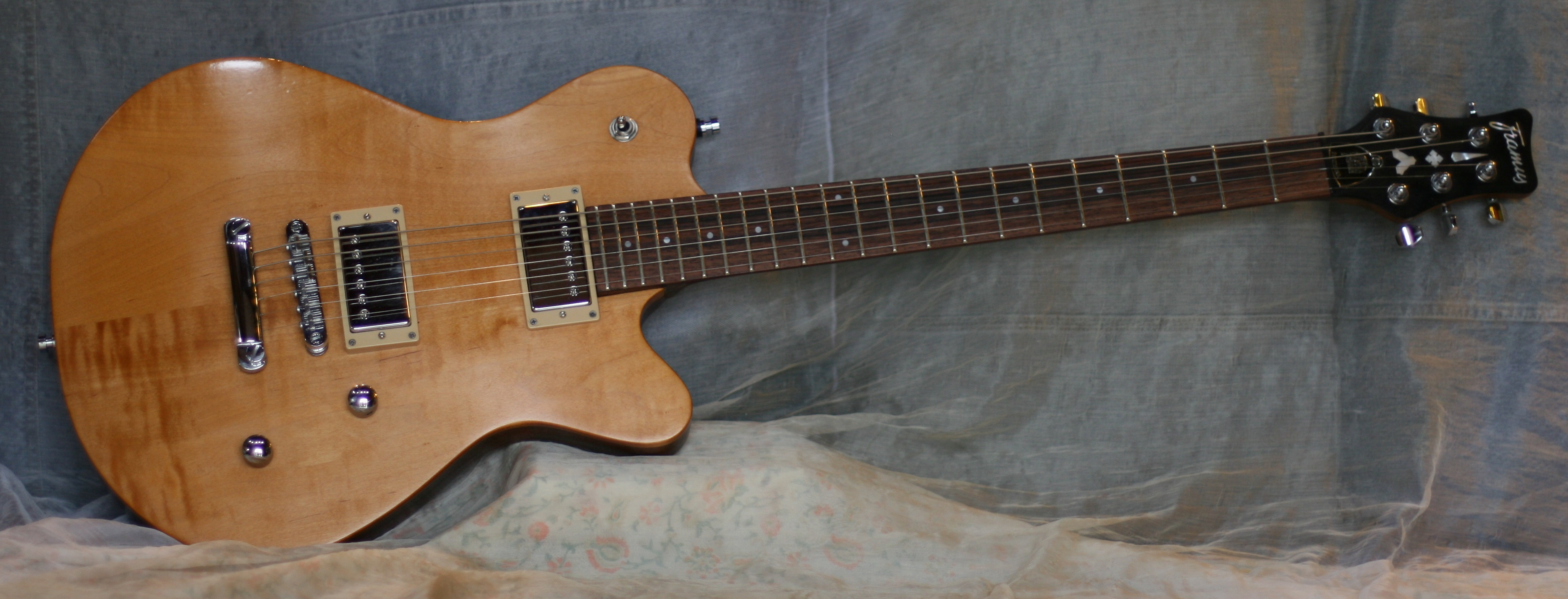
Framus Panthera Pro

Das Unternehmen versucht seit dem Jahr 2005, eine Vorreiterrolle beim Umwelt- und Klimaschutz einzunehmen. Es arbeitet klimaneutral und Strom und Wärme stammen vollständig aus betriebseigenen Energiequellen. Dazu gehören eine Photovoltaik-, eine Windkraft- und eine Erdwärme-Anlage, eine Holzabfall- und eine Abluftheizung und ein betriebseigenes, erdgasbetriebenes Blockheizkraftwerk. Das Holz für die Instrumente wird aus nachhaltiger Forstwirtschaft bezogen. Eine auf wasserlöslichen Lacken basierende Lackierungsmethode ersetzt die im Instrumentenbau sonst üblichen, umwelt- und gesundheitsschädlichen Verfahren wie Nitrozellulose- oder Polyurethanlackierungen. Seit dem Jahr 2011 arbeitet das Unternehmen nach den Vorgaben des Eco Management and Audit Scheme, einem freiwilligen Umweltmanagement- und Umweltbetriebsprüfungssystem der Europäischen Union, das auf eine kontinuierliche Verbesserung des betrieblichen Umweltschutzes abzielt. Seit 2012 ist das Unternehmen Mitglied der Umweltallianz Sachsen. Im Jahr 2014 folgte die Aufnahme in die Initiative „Klimaschutz-Unternehmen“ des Deutschen Industrie- und Handelskammertages, deren Mitgliedsunternehmen sich laut Selbstdarstellung „freiwillig zu messbaren und ambitionierten Zielen bei Klimaschutz und Energieeffizienz verpflichtet“ und „bereits herausragende Leistungen betrieblicher Energieeffizienz bei Produkten, Dienstleistungen und Produktion erbracht“ haben. Im Jahr 2015 wurde das Unternehmen Mitglied der „Initiative Deutsche Manufakturen“, die es sich laut Selbstdarstellung „zur Aufgabe gemacht“ hat, den „besonderen Qualitätsanspruch der deutschen Manufakturen selbstbewusst zu repräsentieren“.
Framus hat einen Customshop, in dem sich die Kunden ihre Wunschinstrumente selbst zusammenstellen können.
Im Juli 2007 wurde in Markneukirchen das Framus-Museum eröffnet. In einer renovierten und umgebauten Gründerzeitvilla werden auf drei Etagen 200 Instrumente aus den Jahren zwischen 1946 und heute präsentiert. Seit August 2014 zählt das Museum zur „Route der Industriekultur“, einer vom Dresdner Wirtschaftsministerium getroffenen Auswahl „industriegeschichtlicher Sehenswürdigkeiten“ des Bundeslandes Sachsen.

## Unterstützte Künstler

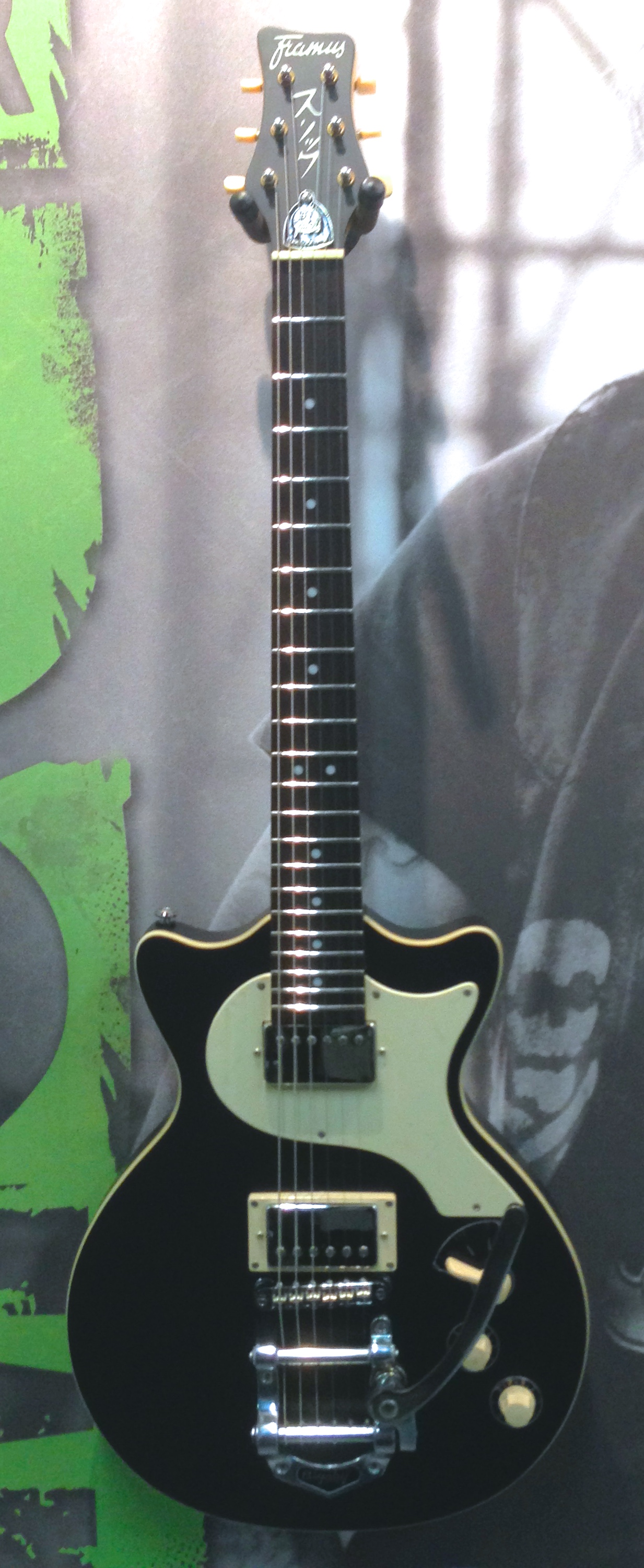
Framus Earl Slick Signature, 2013

Framus arbeitete im Lauf der Zeit mit vielen Musikern zusammen, bzw. wurde von vielen berühmten Musikern gespielt. Der erste unterstützte Künstler (Endorser) von Framus war in den späten 50er Jahren Billy Lorento (später bekannt als Bill Lawrence). Zu den berühmtesten Künstlern, die mit einem Framus-Instrument Musik machten, gehörten John Lennon, der eine Framus Hootenanny von 1965 besaß, und Keith Richards. Ende Mai 2024 wurde John Lennons Gitarre zum Rekordpreis von über 2,8 Millionen Dollar (über 2,6 Millionen Euro) versteigert.
Der Gitarrist Ivor Mairants beauftragte den deutschen Gitarrenhersteller Framus mit der Herstellung von Zenith-Gitarren, wobei Boosey & Hawkes der Alleinvertriebspartner war. Das akustische Modell 17 der Zenith-Reihe war die erste Gitarre von Paul McCartney, der diese 1957 in der Band The Quarrymen und auch später noch spielte.
Auch der Jazzgitarrist Attila Zoller arbeitete mit Framus zusammen. Bill Wyman von The Rolling Stones stand von 1964 an bei Framus unter Vertrag und spielte für mehr als drei Jahre auf dem Framus Star Bass. Gemeinsam mit Jan Akkerman entwickelte Framus eine von ihm gespielte Gitarre. Dieses Gitarrenmodell spielte auch Rik Emmett, der Gitarrist der Gruppe Triumph. Für Peter Kraus, den „deutschen Elvis Presley“, wurde eine 4-saitige „Peter-Kraus-Schlager-Gitarre“ gebaut; eine Tenorgitarre, die sehr leicht zu spielen war. Auch Volker Kriegel arbeitete mit Framus zusammen und spielte in den 1960er und 70er Jahren verschiedene Framus-Modelle.
Außerdem spielt Phil Campbell, Gitarrist der einstigen Motörhead, einige Exemplare des Modells Panthera. Wolf Hoffmann (Accept), Earl Slick (David Bowie, New York Dolls), Phil X (Powder, Triumph, Bon Jovi), Stevie Salas (Rod Stewart, Mick Jagger, George Clinton, Justin Timberlake), William DuVall (Alice in Chains) und Devin Townsend spielen mit ihnen entwickelte und nach ihnen benannte Framus-Modelle. Zu weiteren Endorsern gehören Powerwolf, Hans Platz (Feuerschwanz), Mats Mappe Björkman und Lars Johansson (Candlemass). Seit 2015 gehören auch Matthias Ambré und Marcus Testory von der Band Die Kammer zu den Endorsern.